# Mafia (serie de jocuri video)
Mafia este o serie de jocuri video de acțiune-aventură și open world, cunoscută pentru narațiunea sa complexă și atmosfera imersivă. Dezvoltată inițial de Illusion Softworks (care mai târziu a devenit 2K Czech) și ulterior de Hangar 13, seria a fost publicată de 2K Games. Aceasta include patru jocuri principale: Mafia (2002), Mafia II (2010), Mafia III (2016) și Mafia: Definitive Edition (2020). Fiecare joc explorează diferite epoci și aspecte ale lumii interlope americane din secolul XX.

## Jocuri din serie

### Mafia (2002)
Primul joc din serie, Mafia, a fost lansat în 2002 și a fost dezvoltat de Illusion Softworks. Acțiunea se desfășoară în anii 1930, în orașul fictiv Lost Heaven, inspirat de Chicago. Jucătorii preiau rolul lui Tommy Angelo, un taximetrist care, din întâmplare, ajunge să lucreze pentru familia Salieri, una dintre cele două mari familii mafiote din oraș. Povestea urmărește ascensiunea și căderea lui Tommy în lumea interlopă, oferind o perspectivă profundă asupra vieții și codurilor nescrise ale mafiei. Jocul a fost lăudat pentru povestea sa captivantă, atmosfera autentică și detaliile istorice bine realizate.

### Mafia II (2010)
Mafia II a fost lansat în 2010 și continuă tradiția primului joc printr-o poveste profundă și complexă. Acțiunea are loc în anii 1940 și 1950, în orașul fictiv Empire Bay, inspirat de New York și alte mari orașe americane. Protagonistul, Vito Scaletta, este un veteran al celui de-al Doilea Război Mondial care se întoarce acasă și, împreună cu prietenul său Joe Barbaro, încearcă să-și facă un nume în lumea interlopă. Jocul explorează temele prieteniei, trădării și luptei pentru putere. Grafică îmbunătățită, mecanici de joc avansate și o atenție sporită la detalii au făcut din Mafia II un succes atât comercial, cât și critic.

### Mafia III (2016)
Lansat în 2016, Mafia III a fost dezvoltat de Hangar 13 și prezintă o schimbare semnificativă în ton și atmosferă față de jocurile anterioare. Plasat în New Bordeaux, o versiune fictivă a New Orleans, în anul 1968, jocul îl are ca protagonist pe Lincoln Clay, un veteran al Războiului din Vietnam. După ce familia sa adoptivă este ucisă de mafia italiană, Lincoln pornește într-o misiune de răzbunare, formându-și propria organizație criminală pentru a prelua controlul orașului. Jocul a fost apreciat pentru povestea sa intensă și pentru abordarea unor teme sociale relevante, precum rasismul și corupția. Cu toate acestea, a primit și critici pentru problemele tehnice și repetitivitatea anumitor misiuni.

### Mafia: Definitive Edition (2020)
Mafia: Definitive Edition este un remake complet al jocului original Mafia din 2002, lansat în 2020 și dezvoltat de Hangar 13. Acest remake prezintă o grafică modernizată, dialoguri reînregistrate și îmbunătățiri semnificative ale mecanicilor de joc, păstrând în același timp esența și povestea originalului. Definitive Edition a fost primit pozitiv de critici și jucători, fiind considerat un omagiu fidel și îmbunătățit al clasicului. Remake-ul a adus jocul la standardele moderne, oferind o experiență de joc mai fluidă și mai detaliată.

## Gameplay și mecanici
Seria Mafia este renumită pentru gameplay-ul său în stil open world, combinând secvențe de acțiune cu misiuni narative complexe. Fiecare joc din serie permite jucătorilor să exploreze orașe detaliate și să interacționeze cu diverse personaje, participând la misiuni principale și secundare care dezvoltă povestea și caracterizarea personajelor. Elementele de conducere și lupte sunt esențiale în gameplay, fiecare joc aducând îmbunătățiri și inovații specifice perioadei în care a fost lansat.

### Conducerea
Mecanica de conducere este o componentă centrală în fiecare joc Mafia. Jucătorii pot conduce o varietate de vehicule, fiecare având caracteristici unice care reflectă perioada istorică a jocului. De exemplu, vehiculele din Mafia (2002) sunt modele clasice din anii 1930, în timp ce Mafia II și Mafia III prezintă mașini din anii 1940-1950 și, respectiv, 1960. Conducerea include și respectarea regulilor de trafic, adăugând un strat de realism și imersiune.

### Luptele
Luptele în seria Mafia combină mecanici de împușcături în stil third-person cu lupte corp la corp. Fiecare joc a adus îmbunătățiri semnificative în această privință. Mafia II a introdus un sistem de acoperire îmbunătățit, iar Mafia III a rafinat mecanicile de luptă, introducând opțiuni pentru abordări mai tactice și stealth. Luptele sunt intense și adesea violente, reflectând natura brutală a vieții mafiote.

## Narațiune și personaje
Unul dintre punctele forte ale seriei Mafia este narațiunea sa bine scrisă și personajele complexe. Fiecare joc prezintă o poveste captivantă, plină de răsturnări de situație și momente memorabile.

### Tommy Angelo (Mafia)
Tommy Angelo, protagonistul din Mafia (2002), este un personaj complex, a cărui tranziție de la un taximetrist obișnuit la un membru al mafiei este redată cu o atenție deosebită la detalii. Povestea lui Tommy este una de moralitate, trădare și consecințele alegerilor sale, culminând cu o concluzie dramatică.

### Vito Scaletta (Mafia II)
Vito Scaletta din Mafia II este un alt protagonist memorabil. Povestea sa de la un veteran de război la un gangster notoriu explorează temele prieteniei, loialității și sacrificiului. Relația lui Vito cu prietenul său Joe Barbaro adaugă profunzime narațiunii, evidențiind complexitatea vieții mafiote.

### Lincoln Clay (Mafia III)
Lincoln Clay, protagonistul din Mafia III, este un personaj puternic motivat de răzbunare. Povestea sa explorează aspecte sociale și politice din America anilor 1960, inclusiv rasismul și corupția. Lincoln este un personaj profund afectat de experiențele sale din război și de pierderea celor dragi, iar călătoria sa de răzbunare este plină de momente tensionate și decizii dificile.

## Recepție și influență
Seria Mafia a fost bine primită de critici și jucători, fiind lăudată pentru poveștile sale captivante, atmosfera autentică și detaliile istorice. Fiecare joc a fost apreciat pentru contribuțiile sale unice la genul de acțiune-aventură și open world, influențând și alte titluri din industrie.
Mafia (2002) a fost considerat un pionier în narațiunea jocurilor video, oferind o poveste complexă și bine scrisă care a stabilit standarde pentru jocurile viitoare. Mafia II a continuat această tradiție, îmbunătățind mecanicile de joc și oferind o grafică avansată pentru timpul său. Mafia III a adus o schimbare de ton și a abordat teme sociale relevante, ceea ce l-a făcut un joc remarcabil, deși nu lipsit de critici pentru problemele tehnice.

## Moștenire
Seria Mafia rămâne una dintre cele mai importante și influente serii de jocuri video din ultimele decenii. Cu povești captivante, medii detaliate și mecanici de joc bine realizate, Mafia continuă să atragă noi generații de jucători și să ofere experiențe memorabile în lumea fascinantă și periculoasă a organizațiilor criminale. Fiecare joc din serie aduce ceva unic, contribuind la moștenirea durabilă a acestei francize iconice.